# Volvo 940
Volvo 940 — один из последних автомобилей Volvo серии 900 с приводом на задние колеса. Запущенная в производство в 1990 году, 940 была существенно модернизирована по сравнению с Volvo 740. Все виды трансмиссий, имеющиеся в 740, за исключением 780 Coupe, были доступны в модели 940. 940 был более тесно связан с 740, чем 760: заменена приборная панель, трансмиссия и металл передней стойки.  
В Соединённых Штатах в 1991 году модель 940 была предложена в трёх версиях. В 940GLE использована версия 2,3-литрового 16-клапанного двигателя DOHC с 7000 об/мин. Модель 940 Turbo имела турбированный 2,3-литровый двигатель, а на топовой 940SE (турбо) появились бампера, окрашенные в цвет кузова, а также дополнительные опции (кожаные сидения, электропривод сидений/люка, и т.д.) в качестве стандартного приложения.
940 — один из автомобилей Volvo, который создавался на бывшем заводе Volvo в Галифаксе, Новая Шотландия. В 1993 году 940S получили символику на заднем окне, в честь 30-летия завода. Производство 940 серии закончилось 5 февраля 1998 года.